# June Tabor
June Tabor (* 31. Dezember 1947 in Warwick, England) ist eine britische Jazz-, Klassik- und Folkmusik-Sängerin.

## Leben und Werk
June Tabor erlernte an der Oxford University den Beruf einer Bibliothekarin. Mitte der 1970er Jahre schlug sie eine Laufbahn als Sängerin ein. Ihre Ausbildung half ihr bei der Auswahl teils sehr schwer auffindbarer Melodien und Liedtexte. Mit Maddy Prior von der Folk-Rock-Band Steeleye Span bildete sie 1978 das Gesangsduo Silly Sisters, das unter diesem Namen im selben Jahr eine Platte mit traditionellen Folksongs einspielte. Die zweite Produktion der Silly Sisters folgte zehn Jahre später mit dem Album No More to the Dance. Darüber hinaus arbeitete sie häufiger mit dem Folkgitarristen Martin Simpson zusammen und spielte in Kooperation mit der Oysterband zwei Folk-Rock-Alben ein.
Als Solokünstlerin debütierte June Tabor im Jahr 1976 mit einem Balladenalbum mit englischen Traditionals, Airs & Graces. Mit ihrer weichen Altstimme interpretiert sie mit Vorliebe Balladen und chansonähnliche Lieder. Sie sang viele Stücke a cappella, spielt aber seit einigen Jahren mit dem Jazzmusiker und Komponisten Huw Warren. Neben englischsprachigen Liedern sang sie Lieder auf Jiddisch und Französisch.
June Tabor lebt mit ihrem Mann, dem Violinisten Mark Emerson vom Ensemble 1651, im englischen County Shropshire.

## Diskografie
Alben
- 1976: Airs & Graces (Topic)
- 1977: Ashes and Diamonds (Topic)
- 1978: Silly Sisters, gemeinsam mit Maddy Prior
- 1980: A Cut Above, mit Martin Simpson (Topic)
- 1983: Abyssinians (Topic)
- 1986: The Peel Sessions (aufgenommen bei John Peel 1977)
- 1988: Aquaba (Topic)
- 1988: Silly Sisters - No More to the Dance, gemeinsam mit Maddy Prior
- 1990: Freedom and Rain, gemeinsam mit der Oysterband (Cooking Vinyl)
- 1992: Angel Tiger (Cooking Vinyl)
- 1994: Against the Streams
- 1996: Singing the Storm, mit Danny Thompson und Savourna Stevenson
- 1997: Aleyn (Topic)
- 2000: A Quiet Eye (Topic/In-Akustik)
- 2002: Rosa Mundi (Topic)
- 2003: Anthology - The Definitive Collection (Highpoint Recordings)
- 2003: An Echo of Hooves (Normal/Indigo)
- 2005: At the Wood’s Heart
- 2007: Apples (Topic)
- 2011: Ashore (Topic)
- 2011: Ragged Kingdom, gemeinsam mit der Oysterband (Topic)
- 2013: Quercus, gemeinsam mit Iain Ballamy und Huw Warren (ECM; Preis der deutschen Schallplattenkritik 2013)
- 2018: An Introduction to June Tabor  (Topic)

## Auszeichnungen (Auswahl)
- BBC Radio 2 Folk Awards 2004: Singer Of The Year & Best Traditional Track - Hughie Graeme
- MOJO Folk Album Of The Year für An Echo of Hooves
- Preis der deutschen Schallplattenkritik (Jahrespreis) für Quercus (2013).